# Tokio Hot 100
Tokio Hot 100 é uma parada musical do Japão da rádio J-wave, com atualizações semanais das 100 músicas mais executadas no país.